# Al Mataria

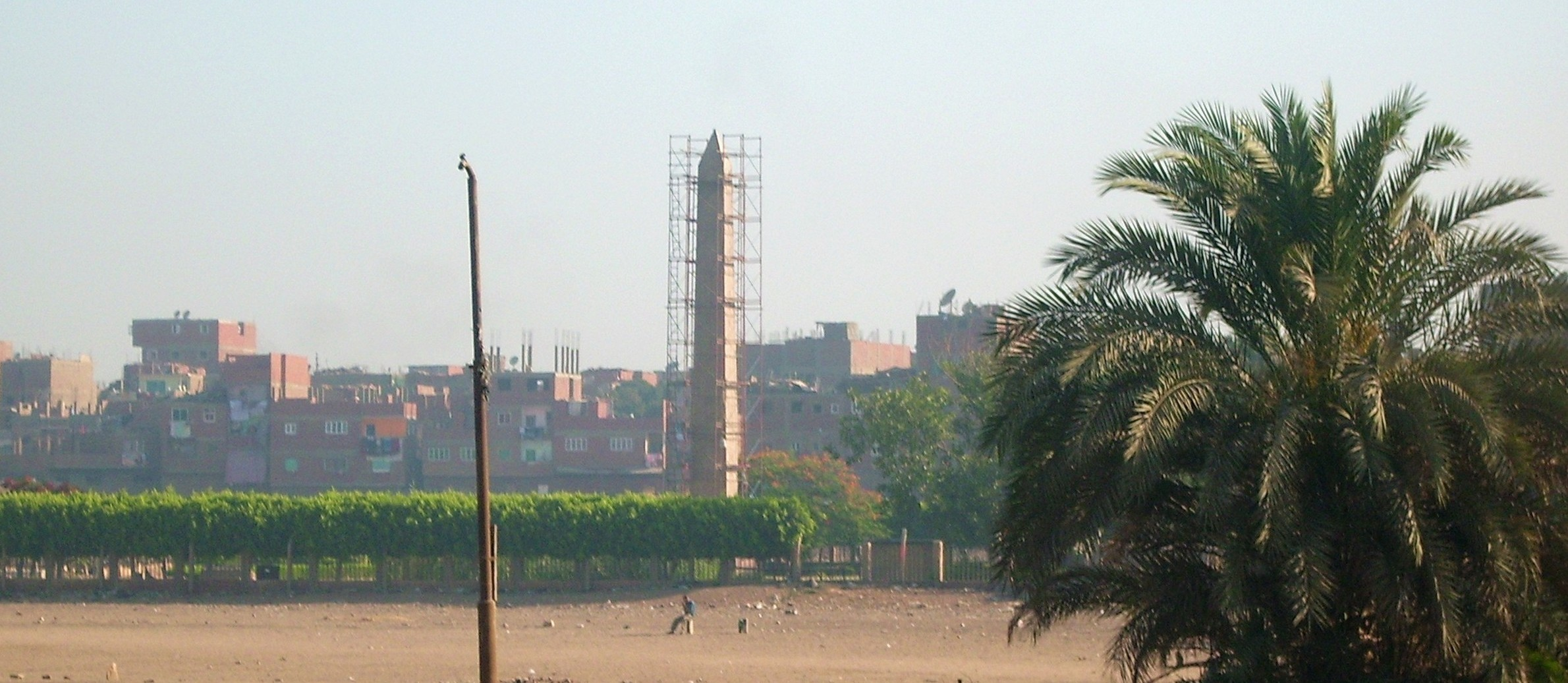
Mataria, avec l'obélisque Masalla de Senusret I.

El Matareya ( arabe : المطرية [el.mɑ.tˤɑ.ˈɾej.jɑ]) est un district de la zone orientale du Caire, Égypte. Le district n'a aucun rapport avec la ville côtière du gouvernorat de Dakahlia, également nommée El Matareya. Le quartier abrite les ruines de l'ancienne cité égyptienne d'Héliopolis, l'une des plus anciennes villes de l'Égypte antique.

## Nom
On pense que le nom El Matareya serait issu du mot latin Mater qui signifie « mère » et de la présence de « l'arbre de la Vierge Marie » dans ce quartier (voir l'article Fuite en Égypte).

## Histoire
El Matareya et son district voisin d'Ain Shams ont eu une histoire remarquable pendant la période pharaonique de l'Égypte puisqu'ils constituaient l'ancienne Héliopolis. Le quartier possède des sites archéologiques antiques certains récemment découverts sous ses structures actuelles. À l’époque romaine, Héliopolis dépendait de la province d’Augustamnica.
La légende raconte que la Sainte Famille s'est réfugiée sous un arbre (un baumier), à Héliopolis, toujours connu sous le nom de « l'arbre de la Vierge Marie », et révéré aujourd'hui avec la chapelle de la Vierge d'El Matareya.
Le naturaliste français Pierre Belon du Mans mentionne sa visite d'El Matareya lors du voyage qu'il a effectué en Égypte en 1547. El Matareya était par le passé un quartier de villas de dignitaires. Le célèbre poète égyptien Ahmed Shawqi a vécu dans une villa qu'il dénommait « Karmet Ibn Hani » ou le vignoble d'Ibn Hani كرمة ابن هانىء , près du palais du khédive Abbas II, à Saray El-Qobba, jusqu'à son exil d'Égypte lors de la Première Guerre mondiale.

### Éléments historiques

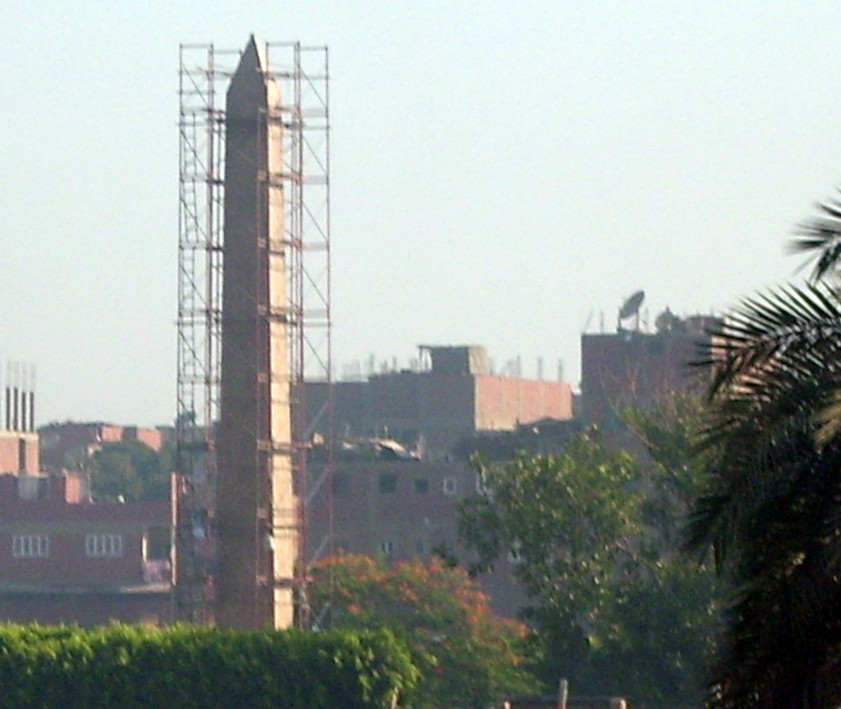
L'Obélisque de Masalla, à El Matareya.

La zone El Masalla du district arbore l'ancien obélisque de Masalla, ou Misalla ( arabe : المسلة, c'est-à-dire obélisque), l'un des obélisques de l'époque pharaonique encore érigés en Égypte. C'est le seul élément survivant d'Héliopolis debout dans sa position d'origine et du grand temple de Ra - Atoum construit par le pharaon Senusret I (1971-1926 avant notre ère) de la XIIe dynastie. Le grand obélisque de granite rouge mesure 20,30 mètres et pèse 120 tonnes
La statue d'un colosse mégalithique en granite rose, dont les caractéristiques ressemblent à celles du pharaon Ramsès II, a été découverte à El Matareya en 2006. Elle pèse cinq tonnes. C'était sur les ruines d'un temple du soleil datant du règne de Ramsès II (règne de 1279 à 1213 avant notre ère), sur le site du futur Souk El-Khamis.
Les tombes souterraines des grands prêtres de Ré de la VIe dynastie (2345-2181 avant notre ère) ont été découvertes dans le coin sud-est du site archéologique du temple Re-Atoum à El Matareya.
La nécropole d'Héliopolis, située à 5 kilomètres à l'est de l'obélisque de Masalla à El Matareya, date du Moyen-Empire (vers 2055-1550 avant notre ère) et du Nouvel Empire (vers 1550-1069 avant notre ère).
Un tombeau en forme de dôme réalisé pour un prêtre de la XXVIe dynastie (vers 685-525 avant notre ère) a été découvert sur un chantier de construction en 2004. De nombreuses petites statues funéraires ont été trouvées à l'intérieur (plus de 400), et des inscriptions hiéroglyphiques se trouvaient sur les murs du tombeau du VIIe siècle av. J.-C..
En mars 2017, l'équipe d'archéologues égypto-allemands a mis au jour une statue de huit mètres vieille de 3 000 ans qui comprenait une tête et un torse censés représenter le pharaon Ramsès II. Pour Khaled El-Enany, ministre égyptien des Antiquités, il est plus probable que la statue soit celle du roi Psammetich Ier. Les excavatrices ont également révélé une statue en calcaire du pharaon Seti II de 80 cm, lors de fouilles menées sur le site,,,.

### Lieu de pèlerinage

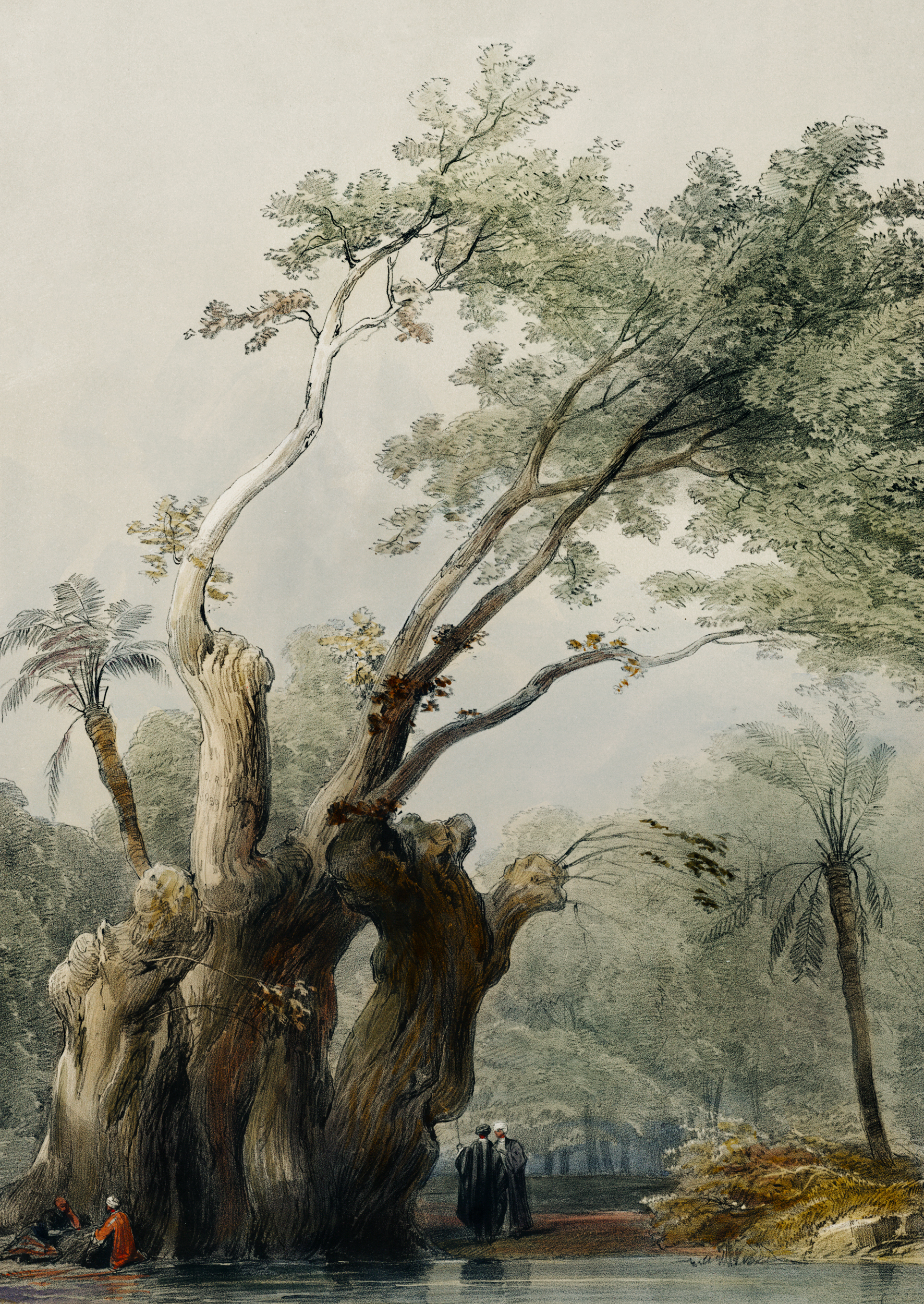
Arbre sacré de Metereah, vers 1840, de Terre Sainte, de Syrie, d'Idumée, d'Arabie, d'Égypte et de Nubie

Un sycomore dans la banlieue, connu localement sous le nom d'Arbre de la Vierge, est depuis de nombreux siècles un lieu de pèlerinage pour les chrétiens coptes, qui viennent prier près de lui ou le toucher, croyant qu'il guérira les maladies.
Selon les croyances locales, la Vierge Marie et saint Joseph se sont arrêtés à El Matareya (alors un petit village) lorsqu'ils ont fui vers l'Égypte. Marie s'est appuyée contre l'arbre et une source d'eau a jailli à proximité pour permettre à Marie de laver l'enfant Jésus. Pendant de nombreuses années, les chrétiens ont consommé son écorce, croyant qu’elle possédait des propriétés miraculeuses. À côté de l'arbre se trouve une petite chapelle.

## Subdivisions administratives
Matariya est subdivisée en neuf chiites.

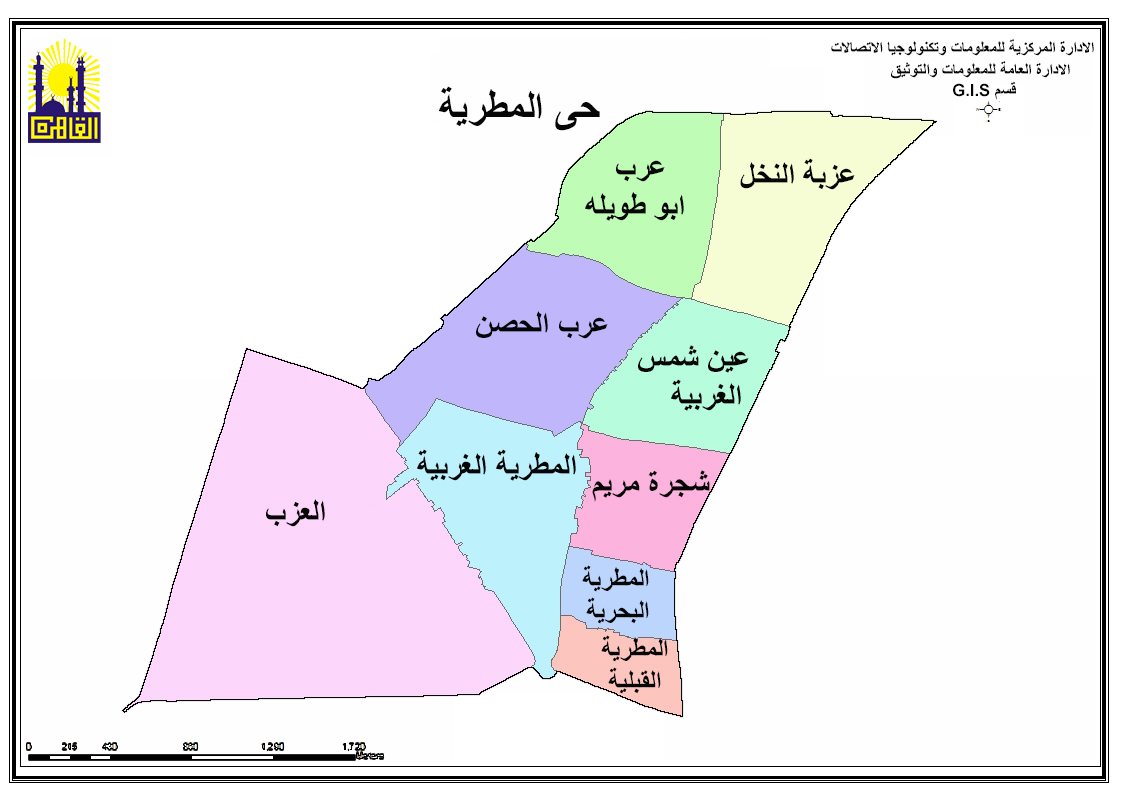
Carte du district d'Al-Matariya par shiakha

Lors du recensement de 2017, Matariya comptait 602 485 habitants répartis dans ses neuf chikhas.
| Shiakhas                    | Code 2017 | Population |
| --------------------------- | --------- | ---------- |
| `Arabe Abû Ṭawîla           | 013306    | 79 397     |
| `Arab al-Ḥiṣn               | 013307    | 25 995     |
| `Ayn Shams al-Gharbiyya     | 013308    | 60 375     |
| `Izab, al-                  | 013301    | 206 947    |
| `Izbat al-Nakhl             | 013309    | 82 863     |
| Matariyya al-qibliyya, al-  | 013304    | 16 361     |
| Matariyya al-baḥriyya, al-  | 013302    | 14 487     |
| Matariyya al-gharbiyya, al- | 013303    | 86 971     |
| Shajarat Maryam             | 013305    | 29 089     |

## Éducation
- Centre de recherche sur le désert, créé par Laszlo Almasy
- Faculté d'ingénierie, Université d'Helwan
- Institut national d'urologie d'Égypte
- Hôpital universitaire El Matareya

## Industrie
La partie ouest d'El Matareya, dans la zone industrielle de Musturud, le long du canal d'Ismaïlia, abrite des compagnies pétrolières (Shell, Misr Petrol et l'Association générale du pétrole en Égypte) et des industries alimentaires ( BiscoMisr et Misr lil Albaan).